# الحرف المزدوج ij
الآي IJ (الكتابة الصغرىij، نطق هولندي: [ɛi]  ( أنصت)) هو حرف مزدوج مكون من حرفي  i و j. في لغة هولندية يعتبر ذلك في بعض الأحيان ضمد، أو حتى حرف في حد ذاته - على الرغم من أنه في معظم الخطوط التي لها طابع مستقل ل ij الاثنين لا يرتبطا أجزاء يؤلف، ولكنها صورة منفصلة، وأحيانا قلية تقنن.
يستخدم هذا الحرف كذلك في اللغة الفنثية.